# تل خندق (کربال)
تل خندق (کربال) مربوط به دوران‌های تاریخی پس از اسلام است و در شهرستان شیراز، بخش مرکزی، روستای هلاال آباد واقع شده و این اثر در تاریخ ۸ مرداد ۱۳۸۱ با شمارهٔ ثبت ۶۰۲۴ به‌عنوان یکی از آثار ملی ایران به ثبت رسیده است.